# Alfredo Fortabat
Alfredo Fortabat (Azul, Buenos Aires; 13 de mayo de 1894 - Buenos Aires; 11 de enero de 1976) fue un empresario argentino, fundador de la compañía cementera Loma Negra C.I.A.S.A.

## Biografía
Alfredo Fortabat fue el hijo menor del matrimonio de Luciano Fortabat y Elena Pourtalé. Sus hermanos mayores se llamaban Juan y Carlos. Contrajo matrimonio con Elisa Corti Maderna, de la que se divorció en 1948. Poco después se casó con María Amalia Lacroze de Fortabat, que tenía una hija de cuatro años llamada Inés Lafuente, a la que comenzó a llamar hija. "Amalita" y Fortabat estuvieron juntos 30 años.

## Trayectoria empresarial
Fue presidente de las compañías: Loma Negra CIASA, COCYF S.A., Estancias Unidas del Sud S.A., Estancias Argentinas El Hornero S.A. y Estancias del Litoral Camba S.A.

## Fallecimiento
Alfredo Fortabat murió el 10 de enero de 1976 a las 03:00 de la mañana en el Instituto del Diagnóstico de la Capital Federal. Sus restos fueron velados en la Residencia Fortabat, ubicada en Libertador y San Martín de Tours (hoy sede de la Embajada de Corea). Al día siguiente fueron sepultados provisioriamente en el Cementerio de la Recoleta. En agosto de ese mismo año fueron trasladados a una cripta en la Parroquia Santa Elena de Loma Negra, donde permanecieron hasta agosto de 2005. Actualmente se encuentran sepultados en la bóveda de la familia Lacroze del cementerio de la Recoleta, junto a los restos de su esposa Amalia Lacroze de Fortabat. 
Al fallecer su marido, "Amalita" heredó una de las fortunas más grandes de Argentina. Posteriormente, heredó esa fortuna María Inés de Lafuente, quien tras su fallecimiento dejó la herencia a sus hijos, Bárbara Bengolea, Amalia Amoedo y Alejandro Bengolea (ya fallecido).